# Bueil (Eure)
Bueil és un municipi francès situat al departament de l'Eure i a la regió de Normandia. L'any 2007 tenia 1.501 habitants.

## Demografia

### Població
El 2007 la població de fet de Bueil era de 1.501 persones. Hi havia 567 famílies, de les quals 117 eren unipersonals (32 homes vivint sols i 85 dones vivint soles), 211 parelles sense fills, 211 parelles amb fills i 28 famílies monoparentals amb fills.
La població ha evolucionat segons el següent gràfic:
Habitants censats

### Habitatges
El 2007 hi havia 613 habitatges, 559 eren l'habitatge principal de la família, 28 eren segones residències i 27 estaven desocupats. 595 eren cases i 17 eren apartaments. Dels 559 habitatges principals, 485 estaven ocupats pels seus propietaris, 61 estaven llogats i ocupats pels llogaters i 13 estaven cedits a títol gratuït; 1 tenia una cambra, 20 en tenien dues, 64 en tenien tres, 163 en tenien quatre i 311 en tenien cinc o més. 495 habitatges disposaven pel capbaix d'una plaça de pàrquing. A 265 habitatges hi havia un automòbil i a 257 n'hi havia dos o més.

### Piràmide de població
La piràmide de població per edats i sexe el 2009 era:
| Homes | Edats   | Dones |
| ----- | ------- | ----- |
| 1     | 95 o +  | 8     |
| 5     | 90 a 94 | 10    |
| 8     | 85 a 89 | 25    |
| 12    | 80 a 84 | 17    |
| 17    | 75 a 79 | 23    |
| 22    | 70 a 74 | 20    |
| 27    | 65 a 69 | 35    |
| 27    | 60 a 64 | 23    |
| 30    | 55 a 59 | 37    |
| 62    | 50 a 54 | 62    |
| 77    | 45 a 49 | 62    |
| 61    | 40 a 44 | 63    |
| 46    | 35 a 39 | 54    |
| 32    | 30 a 34 | 45    |
| 30    | 25 a 29 | 24    |
| 42    | 20 a 24 | 27    |
| 51    | 15 a 19 | 54    |
| 61    | 10 a 14 | 49    |
| 55    | 5 a 9   | 39    |
| 30    | 0 a 4   | 30    |

## Economia
El 2007 la població en edat de treballar era de 959 persones, 680 eren actives i 279 eren inactives. De les 680 persones actives 645 estaven ocupades (341 homes i 304 dones) i 35 estaven aturades (14 homes i 21 dones). De les 279 persones inactives 113 estaven jubilades, 90 estaven estudiant i 76 estaven classificades com a «altres inactius».

### Ingressos
El 2009 a Bueil hi havia 547 unitats fiscals que integraven 1.441 persones, la mediana anual d'ingressos fiscals per persona era de 21.802 €.

### Activitats econòmiques
Dels 69 establiments que hi havia el 2007, 1 era d'una empresa extractiva, 1 d'una empresa alimentària, 1 d'una empresa de fabricació de material elèctric, 5 d'empreses de fabricació d'altres productes industrials, 10 d'empreses de construcció, 14 d'empreses de comerç i reparació d'automòbils, 4 d'empreses de transport, 3 d'empreses d'hostatgeria i restauració, 3 d'empreses immobiliàries, 7 d'empreses de serveis, 10 d'entitats de l'administració pública i 10 d'empreses classificades com a «altres activitats de serveis».
Dels 17 establiments de servei als particulars que hi havia el 2009, 1 era una oficina de correu, 1 taller de reparació d'automòbils i de material agrícola, 1 paleta, 1 guixaire pintor, 3 fusteries, 2 lampisteries, 1 electricista, 4 perruqueries, 2 agències immobiliàries i 1 saló de bellesa.
Dels 2 establiments comercials que hi havia el 2009, 1 era un hipermercat i 1 una botiga de menys de 120 m².
L'any 2000 a Bueil hi havia 3 explotacions agrícoles.

## Equipaments sanitaris i escolars
El 2009 hi havia 1 farmàcia i 1 ambulància.
El 2009 hi havia 1 escola maternal integrada dins d'un grup escolar amb les comunes properes formant una escola dispersa i 1 escola elemental integrada dins d'un grup escolar amb les comunes properes formant una escola dispersa. Bueil disposava d'un col·legi d'educació secundària amb 515 alumnes.

## Poblacions més properes
El següent diagrama mostra les poblacions més properes.